# Castillo de Ayora
El castillo de Ayora se encuentra en una elevación de 552 m s. n. m., en el centro de la población valenciana de Ayora. Edificado posiblemente a mediados del siglo XIII, tras la conquista cristiana, sobre una antigua construcción árabe. El conjunto se componía del palacio-residencia de cuatro plantas, dos plazas fuertes y una gran torre del homenaje, además de otras dependencias para soldados y servidumbre, aljibes y jardines. El conjunto estaba rodeado por cerca de mil metros de murallas y torreones de defensa.
El castillo quedó arruinado por las tropas de Felipe V en la Guerra de Sucesión Española, pero su perfil y grandes dimensiones todavía son perceptibles. Entre sus restos destaca la torre del homenaje, de planta cuadrada, la puerta falsa, mandada construir por la Marquesa de Zenete en el siglo XVI, sobre la que estaba su escudo de armas, así como lienzos, murallas, cubos, fosos y cisternas.
Es Bien de Interés Cultural con referencia RI-51-0010507, desde 2006.

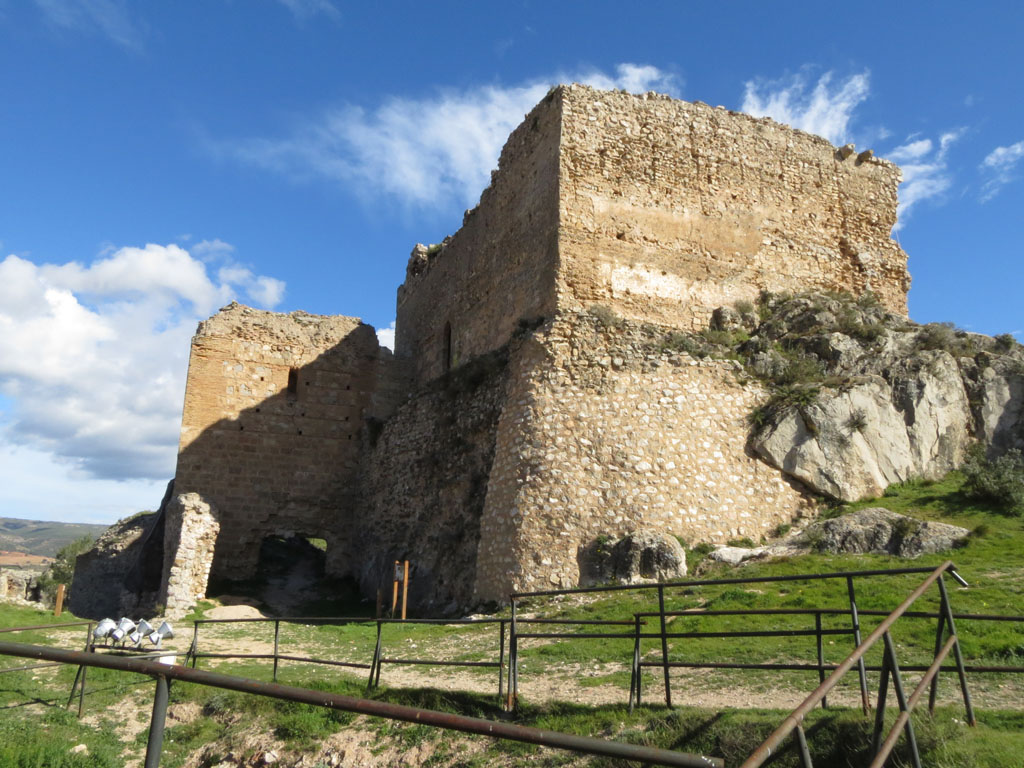
Castillo-palacio de Ayora, perteneciente al Señorío de Ayora.

## Historia
De origen musulmán, fue reconstruido en su totalidad en el siglo XIII tras ser reconquistado el Valle de Ayora por tropas aragonesas entre 1239 y 1243. Con la firma del Tratado de Almizra en 1244 entre la Corona de Castilla y la Corona de Aragón, Ayora queda en poder de los castellanos. Por el Tratado de Campillo firmado en 1281 entre Alfonso X el Sabio de Castilla y Pedro III el Grande de Aragón, Ayora pasa nuevamente a manos aragonesas, como compensación de guerra.
Por el acuerdo de Elche de 1305, Ayora pasará a incorporarse al Reino de Valencia por decisión del rey de Aragón Jaime II el Justo [cita requerida].
La primera mención que se hace del castillo proviene precisamente del geógrafo musulmán, Al-Idrisi que en el siglo XII lo cita de pasada.
Con el decreto de expulsión de los moriscos en 1609, el valle quedó prácticamente despoblado, después que éstos se hubieran rebelado contra el poder real. 
Durante los siglos XIV y XV, Ayora fue lugar de señorío, siendo propiedad del almirante de Aragón Bernardo de Sarriá. En 1492 fue comprada por don Rodrigo Díaz de Vivar y Mendoza (hijo del Cardenal Mendoza), primer marqués de Zenete, que falleció en 1523. Su hija Mencía de Mendoza, marquesa de Zenete, (Jadraque, 1508 - Valencia, 1554) heredó el señorío, pero al morir sin descendencia pasó a manos de su hermana María, casada con Diego Hurtado de Mendoza, Duque del Infantado, quedando unido a sus dominios hasta 1837, cuando se abolieron los regímenes señoriales.
Durante los siglos XVI y XVII, el castillo sufrió importantes reformas para acondicionarlo como palacio, entre ellas la construcción de la conocida como Puerta Falsa, mandada realizar por doña Mencía de Mendoza.
El castillo se encuentra prácticamente en ruinas desde que en 1707 las tropas de Felipe V al mando del conde de Pinto tomaron por asalto, saqueando y quemando la población y el castillo, que quedó abandonado. En 1797 el botánico Cavanillles hace una descripción del mismo y lo presenta como un lugar arruinado y destrozado (observaciones recogidas por el geógrafo y botánico Cavanilles en su obra "Observaciones... del Reino de Valencia"). En 1812 los franceses ocuparon el valle y terminaron con lo poco que quedaba del castillo.
La villa de Ayora situada a los pies del castillo se encontraba a su vez amurallada, disponiendo de tres puertas o accesos: el Portal de la Virgen de Gracia, el Portal de Santa Lucía, y el Portal de Palaz o de San Nicolás.

## Características

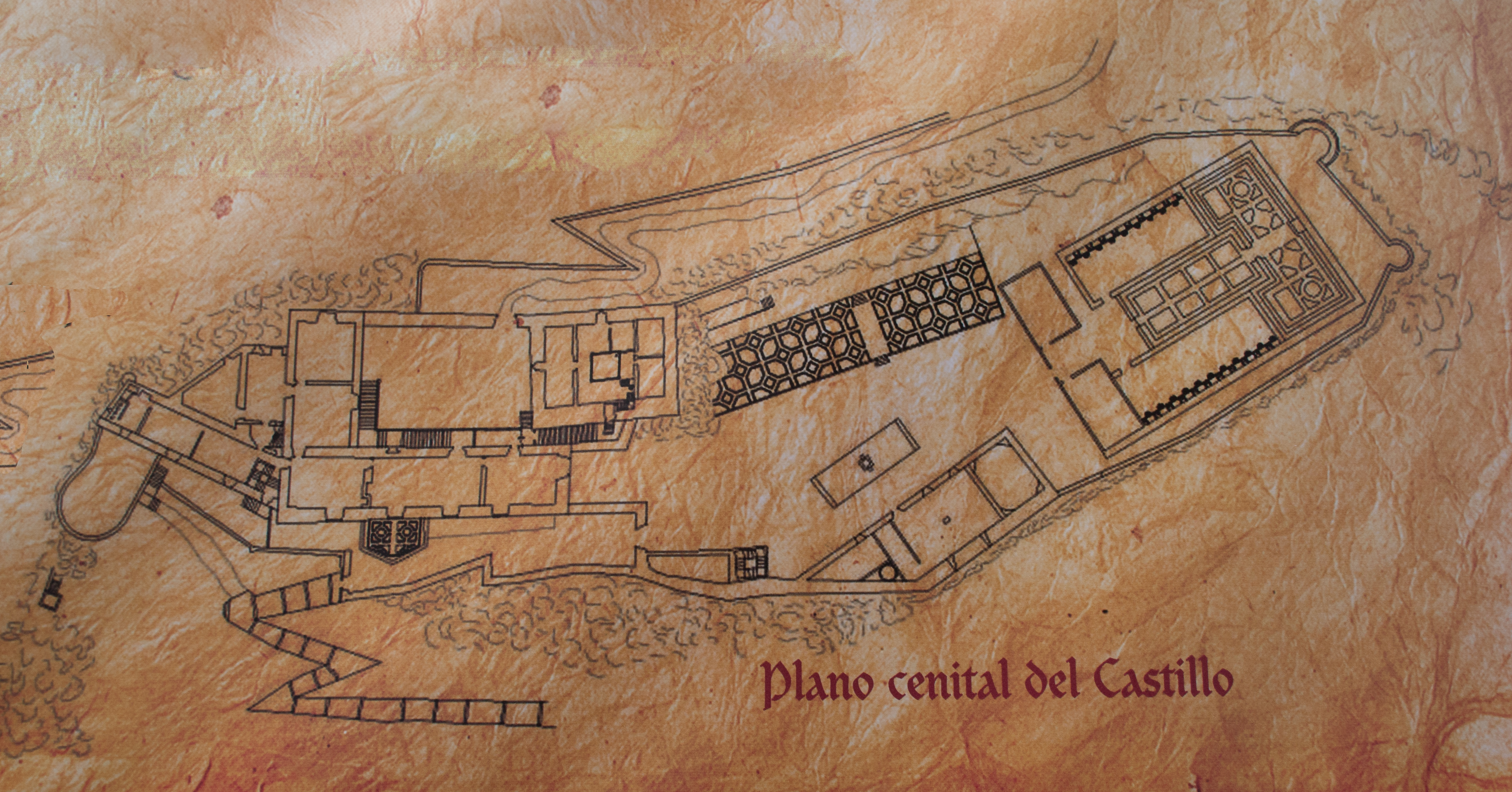
Plano cenital del castillo.

De planta alargada, se adapta al terreno sobre el que está construido. En su centro y dominando el paisaje se alza la torre del homenaje, de planta cuadrangular. Realizada en mampostería y sillería, se observan restos de tapial de alguna construcción anterior musulmana.
Dispone de dos plazas, una más grande conocida como la Plaza de Armas con un pavimento de guijarros de diseño geométrico y otra más pequeña al sur considerada como el patio del antiguo palacio-fortaleza de la marquesa de Zenete. 
El castillo se rodeaba por una línea de murallas de aproximadamente seis metros de altura y 900 de longitud. Entre las ruinas podemos encontrar restos de varias torres cuadrangulares y una semicircular; así como de antiguas dependencias.
El castillo tenía dos accesos, al norte atravesando por el conocido como Barrio Alto y al sur por la conocida como Puerta Falsa (siglo XVI) que daba acceso directamente a la zona palaciega. Aunque actualmente esta puerta tiene un difícil acceso, en su origen era la entrada natural al castillo palacio. Recibe el nombre de Puerta Falsa porque en la actualidad no cumple con esa función, inutilizada como acceso al haberse abierto una cantera de piedra a sus pies. Formada por un arco de medio punto, está realizada en sillería con piedra caliza rojiza. La puerta queda enmarcada por una moldura de piedra asimétrica en forma de alfiz, en cuya parte superior debía ir el escudo de armas de la familia propietaria del castillo, escudo que hoy día ha desaparecido. El escudo con toda probabilidad se correspondería con el del Marquesado de Zenete. A la derecha de la portada observamos los restos de lo que debió ser un zócalo que adornaba el muro y que simula una columna adosada con capitel y basa. Por encima de la portada hay dos ménsulas que sustentaban un matacán actualmente desaparecido y que protegía la entrada.